# 卡普斯季亞尼 (新烏希齊亞區)

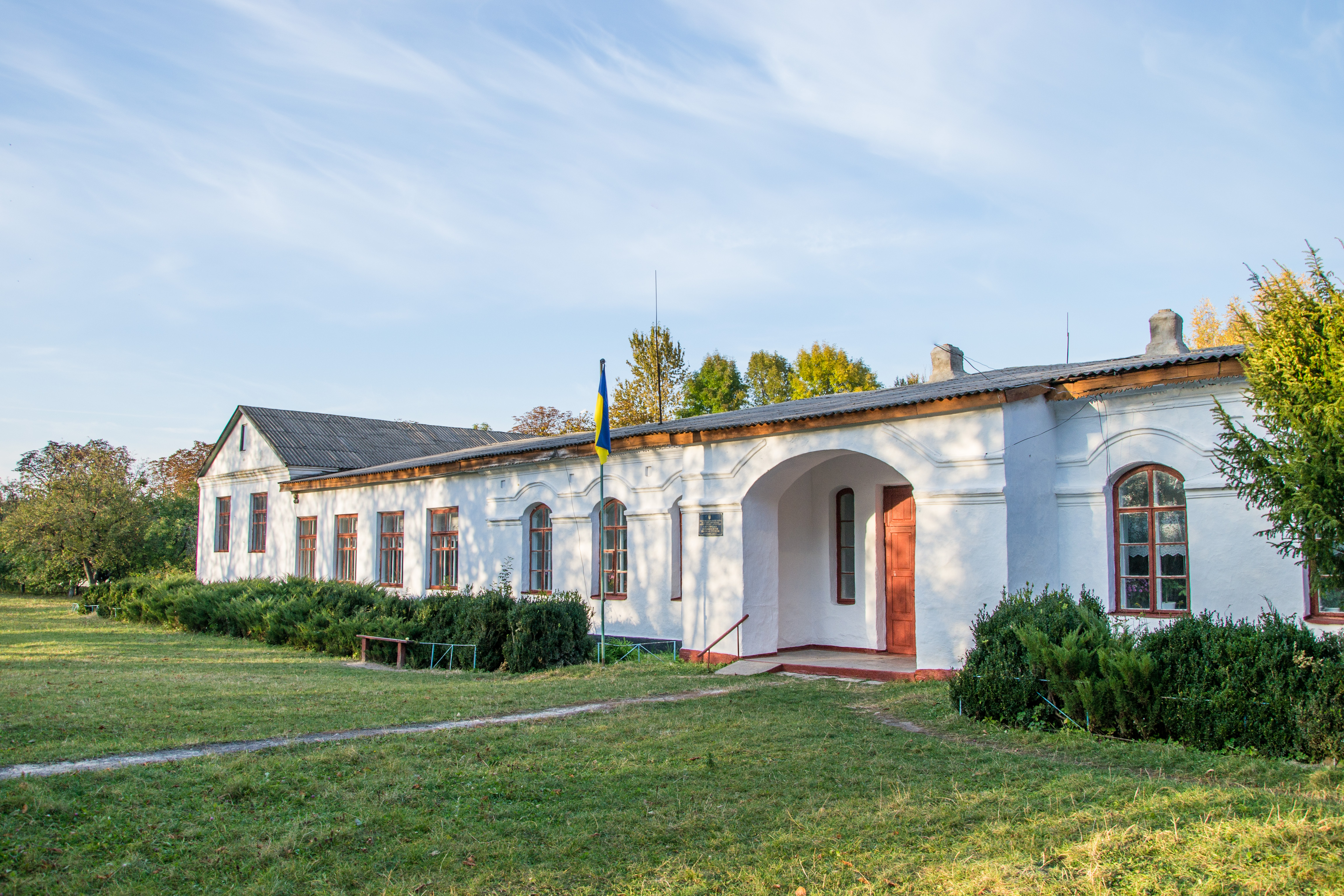

卡普斯季亞尼（烏克蘭語：Капустяни），是烏克蘭西部的村莊，隸屬赫梅利尼茨基州的卡緬涅茨-波多利斯基區。該村始建於1740年，面積3.3平方公里，海拔高度305米，2001年人口944，人口密度每平方公里286.2人。
48°53′34″N 27°10′5″E / 48.89278°N 27.16806°E